# 汨羅市
汨羅市（べきら-し）は中華人民共和国湖南省岳陽市に位置する県級市。市域内で、汨水（べきすい）と羅水が合流し汨羅江となっている。汨羅江は屈原の最後の地でもある。

## 歴史
汨羅の名称は前690年、楚が羅子国を滅ぼしたことに由来する。羅子国の遺民は丹陽（現在の湖北省秭帰県）に移民させられ、後に汨羅江尾閭南岸（現在の汨羅市河市鎮）に移住させられたことから、その地名を羅城と称したことに由来する。当時の羅城は現在の汨羅市・湘陰県・平江県全域及び岳陽県南部、沅江市東部に相当した。
前221年、秦朝はこの地に羅県を設置した。後漢になると熹平年間（172年-178年）、羅県東部に漢昌県を設置した。南北朝時代になると474年に羅県・益陽県・湘西県の一部に湘陰県が設置され、市域は羅県と湘陰県の管轄地とされた。南朝梁の時代になると羅県南部に湘浜県、東部に岳陽県が、北部に玉山県が設置され、市域は羅県・湘陰県・湘浜県・玉山県・岳陽県に分割された。
589年（開皇9年）、隋朝は呉昌県及び湘浜県を羅県に編入、市域は羅県、玉山県、岳陽県の管轄とされた。591年（開皇11年）、岳陽県は湘陰県と改称され玉山県を併合し、中華民国時代まで沿襲された。
1966年2月、人口増加を理由に湘陰県東部に汨羅県を新設、1987年9月には県級市に昇格し現在に至る。

## 行政区画
- 街道：帰義街道、新市街道
- 鎮：汨羅鎮、屈子祠鎮、古培鎮、白水鎮、川山坪鎮、弼時鎮、長楽鎮、大荊鎮、桃林寺鎮、三江鎮、神鼎山鎮、羅江鎮、白塘鎮
- 屈原管理区
  - 街道：天問街道
  - 鎮：営田鎮、河市鎮
  - 郷：鳳凰郷